# Wapen (heraldiek)

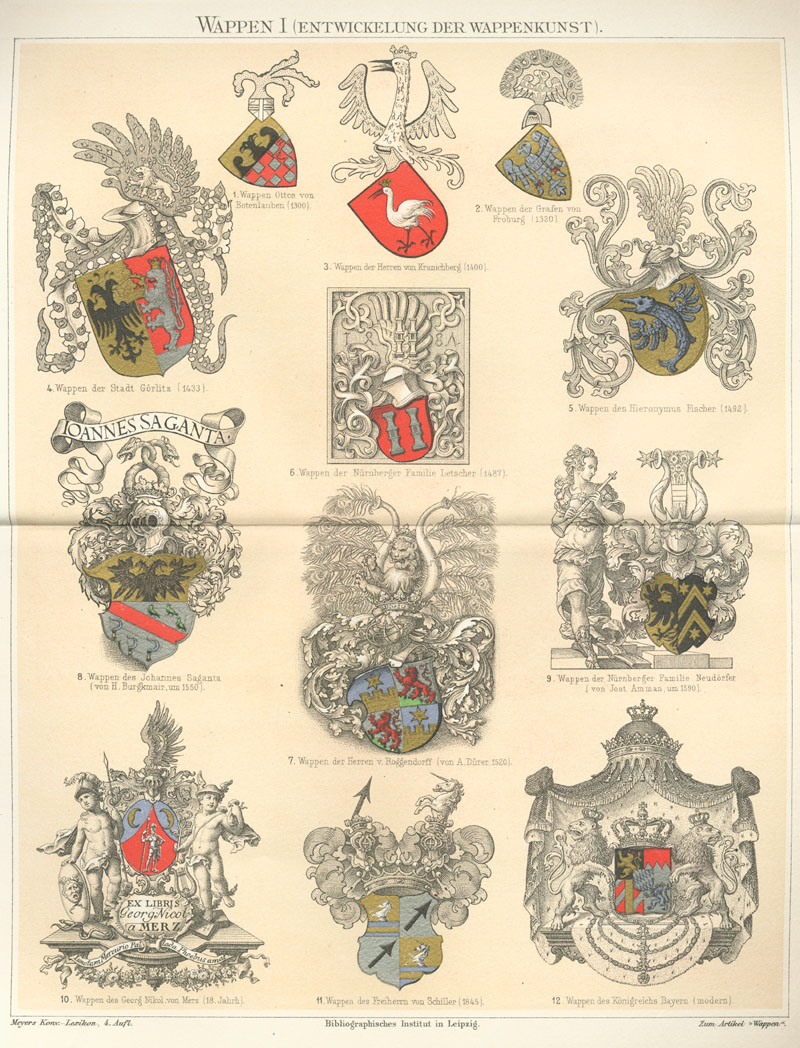
Diverse wapens

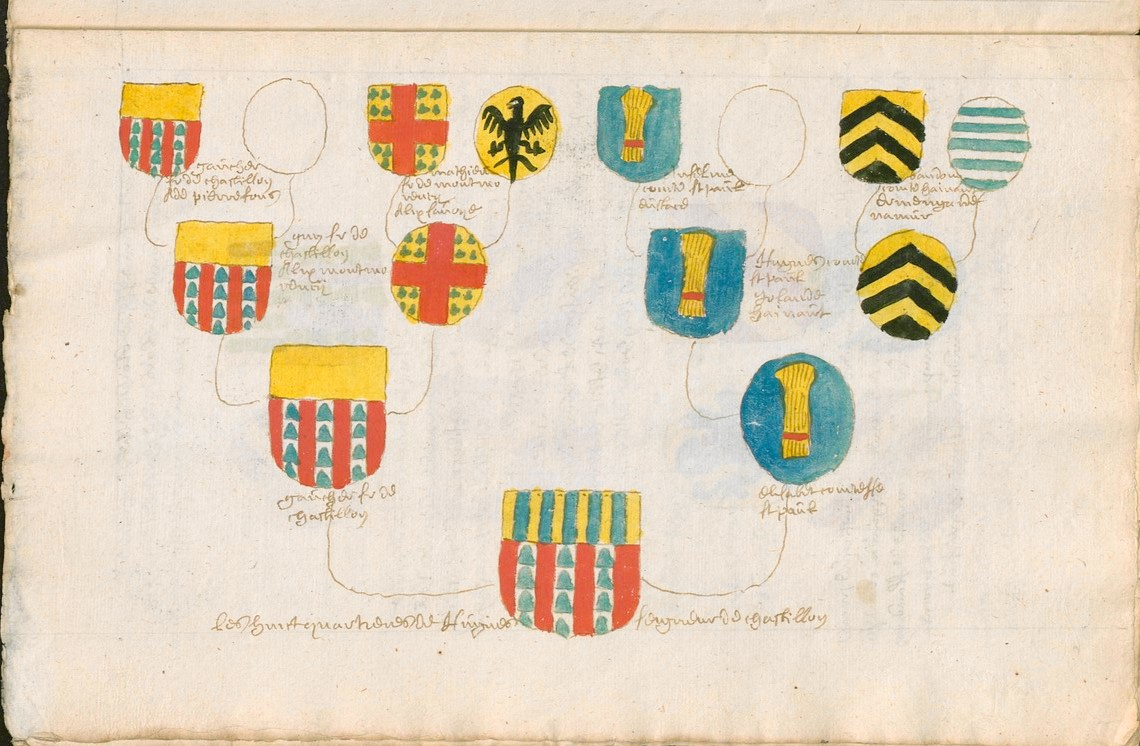
Genealogie aan de hand van heraldische symbolen (wapens). Opgetekend door Jacob Antoon Kerchof en bewaard in de Openbare Bibliotheek Brugge.

In de heraldiek is een wapen of blazoen een meestal symbolische voorstelling op een (wapen)schild, eventueel uitgebreid met een of meer attributen uit de zogeheten schilddekking, zoals een helm, een kroon, een of meer schildhouders, een motto en een wapentent, wapenmantel of dekkleed. Een wapen wordt gebruikt als herkenningsteken van personen, families en organisaties. De oorsprong ligt in de middeleeuwse feodaliteit.
Met 'wapen' werd in het Middelnederlands de volledige uitrusting van een ridder aangeduid. In de 16e eeuw gingen de betekenissen van wapen als schild en wapen als gevechtswapen uiteenlopen. Het heraldische wapen vindt zijn oorsprong in het wapenschild.
Traditioneel werd een wapen gedragen op het schild. Het lezen van een wapen noemt men blazoeneren. Het wapenrecht regelt het voeren of gebruiken van een wapen.
Het wapen werd later uitgebreid met de helm met daarop een helmteken, en een wrong van het dekkleed. Het wapen voerde men publiek om de herkenbaarheid van de groep in een veldslag te waarborgen. Een kenner van wapens noemt men een heraldicus, niet te verwarren met heraut.

## Geschiedenis

### Algemeen

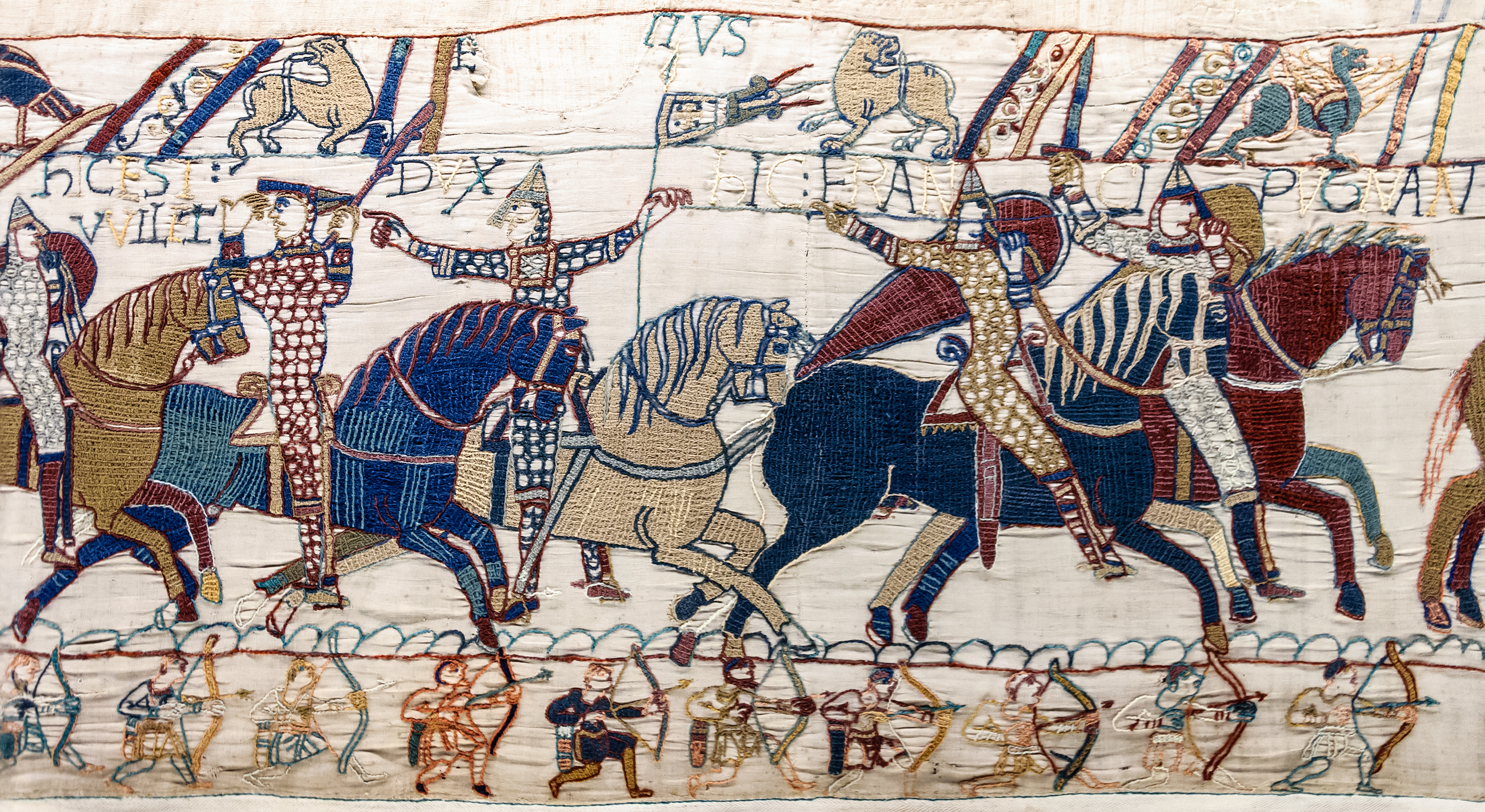
Deel van het tapijt van Bayeux

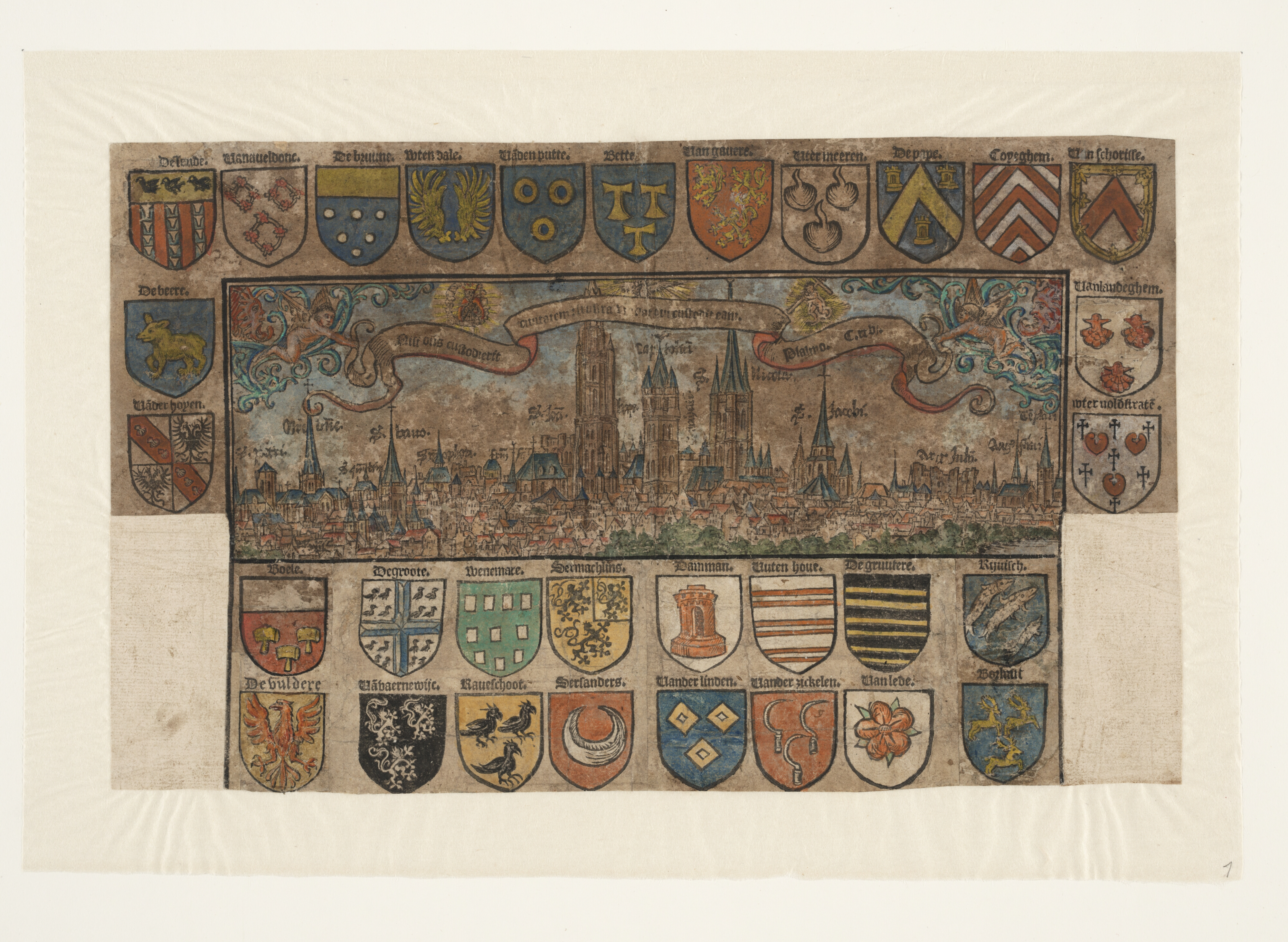
Wapens van de poorters en ambachten van Gent uit de zestiende eeuw.

In de middeleeuwen werden de krijgers na de 11e eeuw in steeds zwaardere harnassen gehuld. De in 1066 met een open helm, zonder vizier, uitgeruste Noormannen en Angelsaksen die op het Tapijt van Bayeux zijn afgebeeld, hadden geen uniek schild nodig, omdat zij gemakkelijk herkenbaar waren. De op het tapijt afgebeelde schilden hadden wel versieringen, maar er zijn volgens de gangbare opvatting geen aanwijzingen dat deze persoonsgebonden waren.
Tijdens de kruistochten kwamen zware, gesloten helmen in zwang. Om in de strijd te zien wie vriend en wie vijand was, moest elke ridder zijn eigen teken op het wapenschild afbeelden. Deze tekens werden al snel een belangrijk symbool en vonden een plek op documenten, grafstenen, gevelstenen en banieren. In de eerste jaren van de 12e eeuw was zo een cultuur rond het wapen ontstaan, waarvan de regels en gebruiken in de heraldiek, de kunst van de herauten werden vastgelegd. Wapenschilden werden vaak ontworpen door herauten. Deze noteerden ook alle wapens in een apart wapenboek, zoals het Wapenboek Gelre. Tijdens een oorlog moesten de herauten lijsten samenstellen van de ridders die naar het slagveld gingen, hetgeen identificatie van gesneuvelde of gevangengenomen ridders vereenvoudigde. Voor gevangenen kon men zo de hoogte van het losgeld bepalen.
Oorspronkelijk hadden heren en ridders een uniek wapenschild. Toen in de late 12e eeuw het wapen steeds meer prestige had verworven, gingen zonen hun vaders wapen gebruiken, soms ongewijzigd. Zo ontstond het familiewapen. Wapenschilden zijn echter maar kort het exclusieve domein van de ridderstand geweest; al in de 13e eeuw gingen ook anderen zoals steden, gilden en sommige belangrijke burgers een wapen gebruiken. Ook staten kregen een wapen; daarbij werd meestal gebruikgemaakt van het wapen van de vorst. De boeren hielden het eeuwenlang bij hun huismerken, maar ook in hun kringen werden familiewapens in de loop der eeuwen steeds algemener. Alleen in Engeland en Schotland is het gebruiken van een wapenschild aan strenge wettelijke regels en toestemming door de staat gebonden.
In de 12e en 13e eeuw werden wapens werkelijk gebruikt. In de late middeleeuwen waren zij belangrijk bij riddertoernooien. Toen deze niet meer werden gehouden, ontstond een "papieren heraldiek" waarin steeds ingewikkelder wapens werden gebruikt.

### Wapens in deze tijd

#### Nederland
In Nederland wordt het adviseren over en registreren van, althans voor wat betreft adellijke en overheidswapens, gedaan door de Hoge Raad van Adel. Als een aangevraagd wapen na een positief advies van de Hoge Raad wordt toegekend door de Kroon, wordt hierover een koninklijk besluit gepubliceerd en een wapendiploma opgemaakt. Naast de Hoge Raad van Adel bestaan er ook andere organisaties waar wapens kunnen worden geregistreerd en gepubliceerd, zoals de Fryske Rie foar Heraldyk en genealogische verenigingen.

#### België

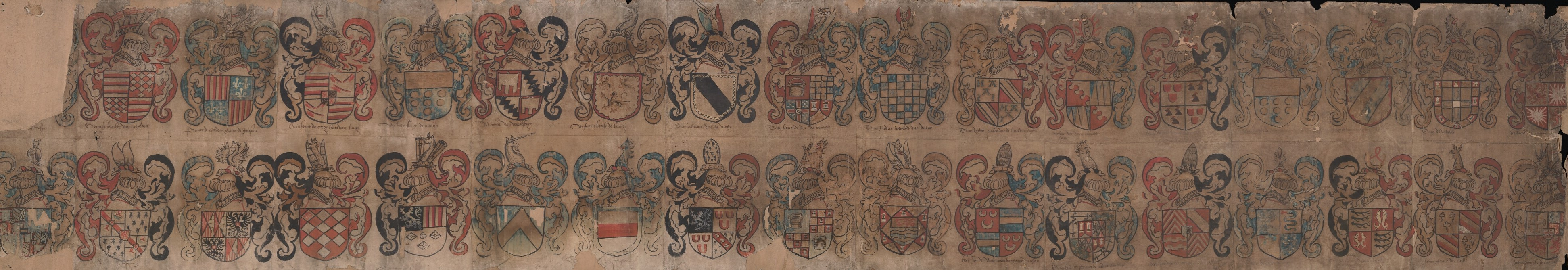
Vlaamse heraldiek in tijde van de orde van het Gulden Vlies. Wapenrol gemaakt in de eerste helft van de 16de eeuw.

In Vlaanderen is het de Vlaamse Heraldische Raad, die de toekenning van wapens en vlaggen aan de Vlaamse provincies en gemeenten begeleidt. Sinds 2000 erkent en verleent deze raad ook wapens aan personen en instellingen. Voor de wapens van adellijke families en personen aan wie door de koning de adelstand verleend wordt in België, is de Raad van Adel bevoegd. Deze ressorteert onder de Federale Overheidsdienst Buitenlandse Zaken.
Naast toepassing binnen families wordt het wapen, net als een vlag, tegenwoordig ook veel gebruikt als een symbool van een land, stad, gemeente, waterschap, vereniging of provincie. Een vlag met de afbeelding van een wapen heet een banier.

## Wapenvoerders

### Publiekrechtelijke lichamen en instellingen in Nederland

Wapen van het SOWECO uit 1977

In Nederland geldt dat provincies, gemeenten en andere publiekrechtelijke lichamen of instellingen die een wapen wensen, daartoe een verzoek moeten indienen bij de Koning. Als deze ermee instemt, doet hij dat bij koninklijk besluit. Omdat het geen Algemeen verbindend voorschrift is, wordt het niet in het Staatsblad geplaatst. Een wettelijke verplichting voor zowel de aanvraag als het voeren van een wapen bestaat er niet. In de praktijk komt dit bijna niet voor. Een officieel door de Kroon verleend wapen wordt algemeen op prijs gesteld. Volgens artikel 2 van het Besluit bepalingen wapens voor provinciën, gemeenten en andere publiekrechtelijke lichamen of instellingen, is het indien een nieuwgevormd lichaam de naam ontvangt van zijn voorgangers, toegestaan het wapen van die voorganger te gebruiken.

### Gemeentewapen
In Nederland werd de aanvraagprocedure vastgelegd met het Souverein Besluit van 24 december 1814 en de Koninklijke Besluiten van 23 april 1919 en 21 oktober 1977. In 1814 werd de Hoge Raad van Adel aangewezen als officieel adviesorgaan van de Kroon rondom de wapenverlening. Bij het vaststellen van een wapen kan het bepalend zijn welke naam de nieuwe gemeente zal gaan gebruiken. Artikel 2 van het besluit uit 1919 maakt het mogelijk het wapen over te nemen als de naam van een gemeente wordt overgenomen. Zonder het vereiste koninklijk besluit kan een gemeente schriftelijk een mededeling verzenden aan de Hoge Raad van Adel. Voor andere gevallen geldt een andere procedure.

#### Van besluit tot wapendiploma

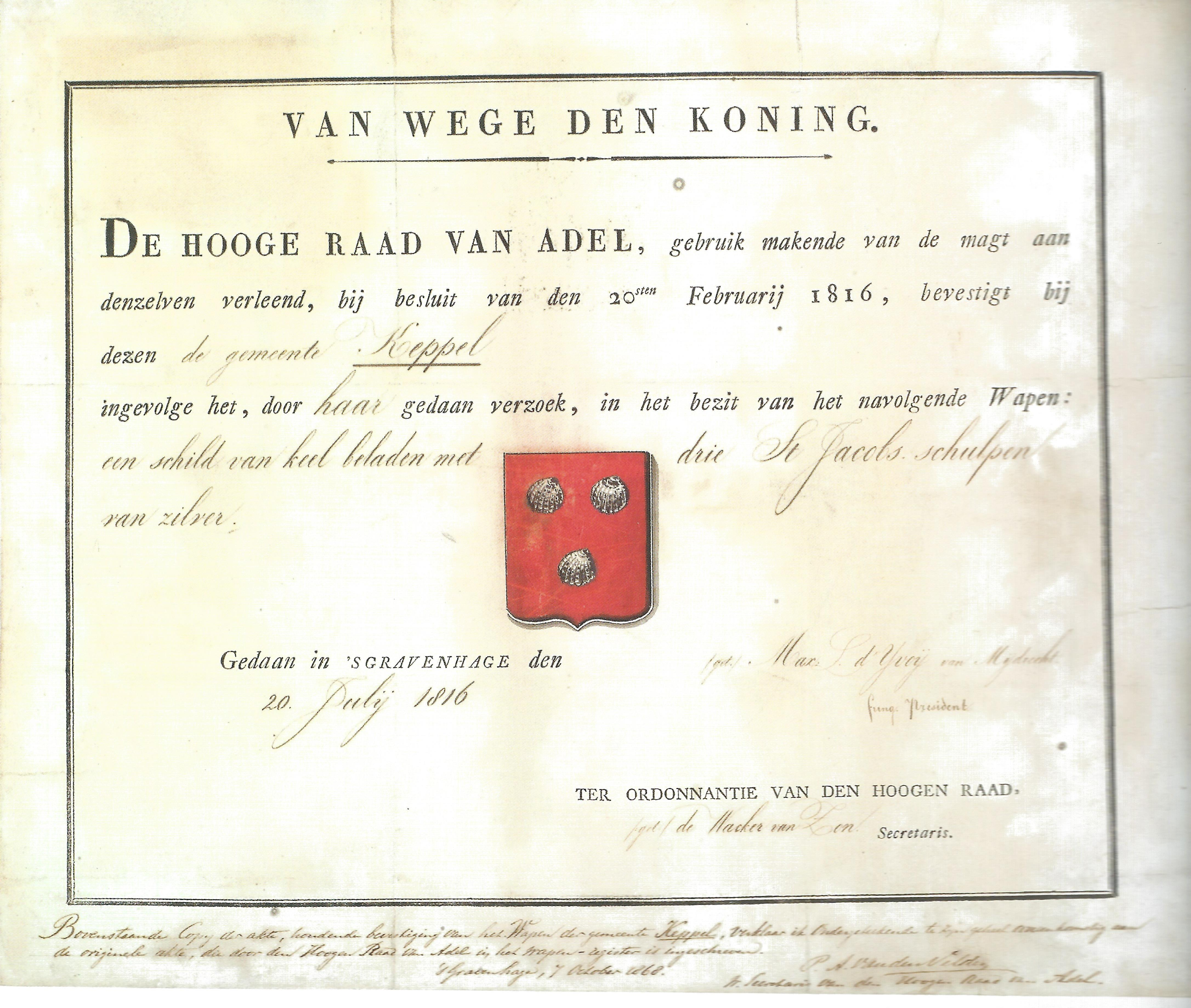
Wapendiploma van het wapen van Keppel uit 1816

Wil een gemeente een per koninklijk besluit bevestigd nieuw of gewijzigd gemeentewapen gaan voeren, moet onderstaande procedure doorlopen worden.
- Allereerst moet de gemeenteraad daartoe een beslissing nemen. De gemeenteraad heeft die bevoegdheid volgens artikel 167 van de gemeentewet. Als er voldoende deskundigheid aanwezig is, kan men zelf een wapen ontwerpen. Het is ook mogelijk dat door een heraldicus te laten doen. Meestal neemt het college van burgemeester en wethouders daartoe het initiatief. Zij kunnen de gemeenteraad een of meerdere ontwerpen voorleggen, hoewel dat problemen kan opleveren. De Hoge Raad van Adel zal niet altijd voorkeur hebben voor het beste ontwerp.
- Burgemeester en wethouders van de nieuwe gemeente of de rechtsvoorgangers van de stuurgroep van een oude gemeente kunnen schriftelijk advies vragen aan de Hoge Raad van Adel. Bij deze adviesaanvraag kunnen ideeën of ontwerpen meegezonden worden. Ook is het mogelijk het ontwerpen aan de Hoge Raad over te laten. De Hoge Raad zal oude wapens van betrokken gemeentes betrekken en de mogelijkheid bezien of uit elementen daarvan een nieuw wapen kan worden ontworpen. Omdat de Hoge Raad in zo'n geval een goede beeldvorming moet hebben, wenst de Hoge Raad dat ook geschiedenis en geografische kaart van de gemeente worden meegezonden. De laatste kan gebruikt worden voor het bepalen van kleuren: groen voor bosrijke gebieden, blauw voor waterrijke gebieden, een golvende dwarsbalk voor een rivier, enzovoort.
- De Hoge Raad van Adel brengt advies uit. Zij dient hierbij de autonomie van de gemeenteraad te respecteren en de ontwerpen zuiver op de heraldische merites te beoordelen. Het komt voor dat de stuurgroep of de nieuwe gemeente het niet eens is met het ontwerp. In zo'n situatie zal consensus gezocht worden tussen beide partijen. Na overeenstemming volgt de volgende stap in de procedure.
- De stuurgroep of nieuwe gemeente zal het wapen officieel schriftelijk moeten aanvragen bij de Koning. Bij de aanvraag hoort een eenvoudige tekening in kleur. De minister van Binnenlandse Zaken stuurt die aanvraag weer door aan de Hoge Raad van Adel, die een positief advies zal uitbrengen. Na instemming van de Kroon resulteert dat in een koninklijk besluit, waarvan stuurgroep/nieuwe gemeente een afschrift ontvangen.
- Als bijlage van het koninklijk besluit wordt ten slotte nog een wapendiploma gemaakt, met daarop een met de hand geschilderde afbeelding van het wapen en de wapenbeschrijving.

De kosten van een wapenverlening bedragen tussen de 750 en 1000 euro. De gemiddelde doorlooptijd van de procedure varieert tussen de vier en zes maanden. Sinds 2014 kunnen voordrachten voor Koninklijke Besluiten houdende de verlening van nieuwe wapens of de bevestiging of wijziging van reeds vastgestelde wapens uitsluitend betrekking hebben op provincies, gemeenten en andere publiekrechtelijke lichamen of enkele andere instellingen.

### Dorpswapen
Anders ligt het voor dorpen en steden die onder een grotere gemeente vallen en die uit traditie een eigen wapen voeren, bestaand of speciaal hiervoor ontworpen. Deze wapens zijn door de gemeenteraad vastgesteld en zijn niet of, in het geval van opgeheven gemeenten, niet meer geregistreerd door de Hoge Raad van Adel. Vanaf de jaren negentig van de twintigste eeuw hebben veel Nederlandse gemeenten dorpswapens vastgesteld voor de afzonderlijke kernen.

### Familiewapen
Ook families, en niet alleen adellijke families, kunnen een wapen hebben. Veel families hebben vanouds een wapen zonder dat de huidige familieleden zich daarvan bewust zijn. Men kan ook zelf een wapen ontwerpen of laten ontwerpen door een heraldisch tekenaar. Het is hierbij wel aan te bevelen dat men zich in de heraldiek verdiept.
Het gebeurt wel dat een familie een wapen voert dat afkomstig is van een andere familie met (bijna) dezelfde naam. Men spreekt dan van een geassumeerd wapen. Dit wordt door heraldici niet gewaardeerd, maar het is niet verboden.

### Kerkwapen
Binnen de kerk is door oorlogsvoering in het begin van de 13e eeuw een kerkelijke heraldiek ontstaan. Voor zover bekend was de bisschop van Langres, Guy de Rochefort, in 1243 de eerste die een wapen in gebruik nam. Nadat het militaire karakter van de kerk afnam, gingen geestelijken ook wapens voeren. Het pauselijk wapen is het persoonlijk wapen van de paus. Daarnaast is een wapenverlening aan kathedralen en basilieken gebruikelijk.

## Opbouw en onderdelen van een wapen
Het beschrijven van wapens in een eigen taal met vastgelegde regels noemt men blazoeneren. Een wapen kan bestaan uit alleen een schild, maar veelal voegt men rondom het schild zaken toe, de zogenaamde schilddekking. Gaandeweg breidde deze schilddekking zich zodanig uit dat het wapen op het schild in de verdrukking kwam en minder leesbaar werd, bijvoorbeeld het wapen van Abraham Willet te Amsterdam uit 1641.
De schilddekking kan omvatten:
- Het wapenschild is het belangrijkste deel van het wapen en het staat daarom centraal geplaatst. Op het schild staan stukken, die in een bepaald gamma van kleuren en metalen zijn neergezet.
- Een helm rust op of overtopt het schild. De helm kan met figuren beschilderd zijn, deze heten helmfiguren.
- De kroon wordt ook wel rangkroon genoemd en verschilt per rang binnen de adel. Bij de katholieke geestelijkheid wordt het wapen gedekt door een hoed met kwasten. De kleur van de hoed en het aantal kwasten verschilt naargelang de plaats in de kerkelijke hiërarchie. Ook burgers plaatsen een "burgerlijke" kroon op het wapenschild.[7]
- Schildhouders: een schild kan worden gedragen door (fabel)dieren of menselijke figuren. Deze staan aan weerszijden van het schild.
- Een wapenspreuk of motto en een onder het wapen aangebrachte leus.
- Een wapentent of paviljoen (een opengeslagen middeleeuwse tent, of een met hermelijn gevoerde wapenmantel die rond het wapen is geslagen).
- Een of meer helmen kunnen op het wapenschild worden geplaatst. Alleen bij een koning is het vizier van de helm geopend.
- Boven op de helm wordt een wrong geplaatst, een opgerolde doek gevuld met (paarden)haar of wol. De kleur is gelijk aan die van de dekkleden.
- Dekkleden zijn ontstaan uit een kleedje dat van achteren over de helm viel ter bescherming tegen de zon. De kleden hangen in zwierige krullen omlaag, naar verluidt doordat de kleden tijdens het toernooi snel aan flarden werden gescheurd.
- Het helmteken staat op de helm. Het is vaak een object dat overeenkomt met de stukken op het schild.
- Onder het schild kunnen ook de ridderorden van de bezitter worden aangebracht.

In de heraldiek geldt de regel dat het wapen er natuurlijk dient uit te zien. De afmetingen van de onderdelen moeten op elkaar afgestemd zijn en de schilddragers moeten er daarom natuurlijk uitzien en ook ergens op kunnen staan, ook al zal men nooit een gehelmde leeuw een schild zien vasthouden. De grootte van de kroon moet ook in verhouding staan tot de grootte van het schild. Tegen enige van deze regels is in het wapen van Anhalt gezondigd.
Koninklijke wapens worden volgens bijzondere regels getekend. Zie als voorbeeld het Wapen van de Koning van Pruisen.
Zo is de officiële beschrijving van het kleine rijkswapen van het Koninkrijk der Nederlanden (artikel 1 tot en met 3 van het Besluit tot het voeren van het Koninklijk wapen):
"In azuur, bezaaid met blokjes van goud, een leeuw van goud, gekroond met een kroon van drie bladeren en twee parelpunten van hetzelfde, getongd en genageld van keel, in de rechtervoorklauw opgeheven houdende in schuinlinkse stand een zwaard van zilver met gevest van goud en in de linker- een bundel van zeven pijlen van zilver met punten van goud, de pijlen tezamen gebonden met een lint mede van goud.
Aan het in het vorige artikel omschreven wapen kunnen de navolgende uitwendige versierselen worden toegevoegd:
- a. tot dekking van het schild de Koninklijke kroon gelijk aan die welke tot dusverre door de Koningen der Nederlanden is gevoerd;
- b. als schildhouders twee leeuwen van goud, getongd en genageld van keel;
- c. het devies 'Je maintiendrai' in Latijnse letters van goud op een lint van azuur.

Het in artikel 1 omschreven wapen, voorzien van zijn uitwendige versierselen, kan worden geplaatst op een mantel van purper, geboord van goud, gevoerd met hermelijn, opgebonden met koorden eindigende in kwasten, beide van goud, en gedekt door een baldakijn van purper, geboord van goud en dragende de Koninklijke kroon."

## Kleuren
In de heraldiek wordt van oudsher een beperkt aantal kleuren gebruikt: keel (rood), sinopel (groen), azuur (blauw) en sabel (zwart), alsmede metalen (goud en zilver). Daarnaast zijn er bepaalde patronen van een kleur in combinatie met een metaal, het zogenaamde pelswerk. Andere kleuren worden vrijwel niet gebruikt. Elke kleur kan een symbolische betekenis hebben, hoewel opvattingen kunnen verschillen per tijdperk, land of persoon. Bij de omschrijving van een wapen is het gebruikelijk dat men de heraldische namen gebruikt voor deze kleuren en metalen. Als er personen, dieren of voorwerpen worden weergegeven in het schild en de kleur ervan is niet een van de heraldische kleuren, maar de waarheidsgetrouwe kleur, dan noemt men die "van zijn/haar natuurlijke kleur".

## Conventies
De oorspronkelijke heraldische regels dateren uit de middeleeuwse feodaliteit en zijn in de eenentwintigste eeuw nog steeds van toepassing. Een van op afstand goede leesbaarheid door de heraut was het uitgangspunt voor het ontwerp van een wapen. Daarvoor golden (en gelden) belangrijke spelregels:
- de basiskleuren (azuur, keel, sabel en sinopel) mogen elkaar niet raken in een wapen met daarbij geen kleur op kleur;
- geen combinatie van kleuren van dezelfde soort: een metaal mag niet met een metaal gecombineerd worden, een email niet met een email. Het is dus bijvoorbeeld niet correct om een Lelie van 'or' op een veld van 'argent' te plaatsen.

Wapens die afwijken van die regels noemt men raadselwapens. Dit omdat men aanneemt dat de afwijking een reden heeft waarnaar men moet raden.
De algemene regel kent echter weinig uitzonderingen. De koning van Jeruzalem (vanaf de Eerste Kruistocht) draagt een kruis van or op een schild van argent en de paus verenigt de twee metalen in zijn wapen. Het wapen van Amsterdam kent een zwarte paal op een rood veld. Uitzondering is het wapen van de Kerkelijke Staat, nu Vaticaanstad, dat geheel uit goud en zilver bestaat.
Een wapen moet men steeds lezen vanuit het standpunt van de wapendrager; waar de beschrijving links noemt, ziet de toeschouwer het betreffende element rechts. Dat houdt in dat bij een gevierendeeld wapen het belangrijkste stuk rechtsboven staat.
Bij het concept van een wapen golden vroeger belangrijke afspraken. Ongehuwde vrouwen en weduwen hadden in de Nederlanden en in Duitsland een ruitvormig schild. Een leeg hartschild in een bisschoppelijk wapen stond voor een bisschop in functie, met andere woorden: hij laat zijn (wereldlijk) familiewapen niet zien.

## De vorm van het schild
Er bestaat geen vaste regel voor schildvormen. De meeste bestaande schildvormen komen voort uit de pen van de heraldische tekenaar. Een uitzondering geldt voor een zeer klein aantal schilden waarvan een bepaalde schildvorm een vereiste is om ze naar waarheid af te beelden.
Het wapenschild is altijd aan mode onderhevig geweest. De oudste schilden uit de 12e en de eerste helft van de 13e eeuw zijn driehoekig van vorm. Daarna worden de driehoeken bijna gelijkzijdig. Vanaf de 14e eeuw komen bovendien de halfronde schilden voor. In de bloeitijd van de heraldiek werden door ridders en strijders in de verschillende landen schilden gebruikt die, behalve aan de mode, ook aan specifieke eisen van de toenmalige oorlogsvoering aangepast waren. Het Duitse toernooischild is zo grillig gevormd omdat het daardoor de ridder in staat stelt om tijdens een toernooi de lans stevig vast te houden.
Vanaf de 15e eeuw verschijnen de overige schildvormen en daarmee ook de decoratieve heraldiek. Traditionele vormen verdwijnen door het aanbrengen van insnijdingen en uitschulpingen die, opgerold en omgebogen, een renaissance-uitstraling hebben. Dit leidt uiteindelijk tot de rococoschilden uit de baroktijd en de zogenaamde papieren heraldiek.
In de 20e eeuw keert de heraldiek terug naar haar oorsprong met goed herkenbare wapens op schilden van een vorm zoals die in het verleden door gewapende ridders werd gebruikt.
In verscheidene landen gebruikt men verschillende vormen van schilden. Het gebruik is traditioneel en men kan het wapen desgewenst altijd op een schild naar eigen keuze plaatsen. De heraldicus zal daarbij rekening houden met de vorm van de figuren in het wapen. Italiaanse wapens tonen vaak torens en andere langgerekte vormen. Het typisch Italiaanse wapenschild is daarvoor bij uitstek geschikt. Het decoratieve Duitse wapen geeft veel wapenfiguren vertekend weer.

### Vlakverdelingen

Voorbeelden van vlakverdeling

Een schild kan op verschillende manieren worden verdeeld. Een aantal veel voorkomende vlakverdelingen zijn in de figuur aangegeven.
1. Doorsneden (horizontaal gehalveerd)
2. Gedeeld (verticaal gehalveerd)
3. Doorsneden en halfgedeeld
4. Gedeeld en links doorsneden
5. Gevierendeeld (in vier kwartieren)
6. Gevierendeeld met hartschild (zie uitleg over kwartieren)
7. Geschuind diagonaal door een lijn gedeeld van de rechterbovenhoek naar de linkerbenedenhoek
8. Linksgeschuind diagonaal door een lijn gedeeld van de rechterbenedenhoek naar de linkerbovenhoek

Verder komen voor:
- Schildhoofd en schildvoet
- Schildhoek, schildzoom en binnenzoom

### Aflijningen
1. Gepaald of gedeeld: verticaal in gelijke delen gedeeld waarbij de 'paal' in het midden soms een afwijkende kleur heeft
  1. Gepaald van x stukken: verticaal in x gelijke vlakken verdeeld, afwisselend van kleur, waarbij x het totale aantal vlakken is
2. Gebalkt (horizontaal doorsneden)
  1. Horizontaal gebalkt van x stukken
  2. Dwarsbalk: een horizontaal lopende baan door een schild
    1. golvend gedwarsbalkt: als golven bewegende banen
    2. gekanteelde dwarsbalk: met kantelen voorziene balk
3. keper of chevron

### Kwartieren
Figuur 5 is verdeeld in vier kwartieren, waarvan 1, het eerste kwartier, als rechtsboven wordt aangeduid. Bij het tellen van de velden worden deze rij voor rij horizontaal doorlopen.
Indien een gevierendeeld of gekwartierd schild uit meerdere wapens is samengesteld, bepaalt de nummering ook de rangorde of belang van de verschillende families, 1 is het belangrijkst en 4 het minst. Bij kwartieren die zelf ook zijn gekwartierd, worden de vlakken binnen het kwartier aangeduid met a, b, c en d
Een adellijke stamboom wordt een kwartierstaat genoemd, afgeleid van de vier kwartieren van een wapenschild.

### Stukken
Op een schild kunnen allerhande vormen of herkenbare figuren voorkomen. Alle vormen en figuren op een wapen noemt men "stukken". Deze zijn in twee groepen te verdelen: gewone stukken en herautstukken. Herautstukken bestaan uit geometrische figuren die het schild van rand tot rand in vakken verdelen. Gewone stukken kunnen afbeeldingen bevatten van:
- Natuurlijke stukken
  - De mens
    - Het menselijk lichaam
    - De delen van het menselijk lichaam

  - Dieren
    - Viervoetige dieren
    - Vogels
    - Vissen en schelpen
    - Insecten en kruipdieren

  - Planten
  - Hemellichamen en natuurverschijnselen
  - Elementen en edelstenen
- Kunstmatige stukken
  - Voorwerpen uit het dagelijks leven
    - Kledingstukken en sieraden
    - Huisraad, gereedschappen en werktuigen

  - Wapens en oorlogstuig
  - Gebouwen en bouwwerken
  - Vaartuigen en onderdelen
  - Fabelwezens
  - Huismerken
  - Andere kunstmatige voorwerpen

Ook de ridderorde van de bezitter van het wapen kan om het wapenschild worden gehangen of in het schild worden opgenomen.

### Vrouwenwapens
Een ongehuwde vrouw voert hetzelfde wapen als haar vader. Gehuwde vrouwen kunnen kiezen uit drie mogelijkheden:
1. ze kan het wapen van haar man met haar eigen wapen combineren, in een gedeeld schild van ovale vorm, of in de vorm van een alliantiewapen;
2. ze kan haar eigen familiewapen (van de vader) blijven voeren;
3. ze kan het wapen van haar echtgenoot gebruiken, bijvoorbeeld wanneer zij geen eigen familiewapen heeft.

Er bestaan verscheidene opvattingen over wat op het schild kan worden gevoerd. 18e-eeuwse Nederlandse, Franse en Engelse wapenkundigen kennen een helmteken op een wrong op het schild. Dit zou volgens sommigen alleen bij wapens van mannen gebeuren, omdat een vrouw in desbetreffende landen nooit een helm en helmteken voerde. Dergelijke wapenschilden kunnen gedekt worden met rangkronen, versierd worden met liefdesknopen, of met verschillende soorten gebladerde en gebloemde takken. De veelvoorkomende praktijk in Nederland is echter dat vrouwen op een zegelring een schild voeren dat bedekt is met wrong en helmteken, maar zonder helm.
Vanaf begin 16e eeuw werd het de gewoonte om voor ongehuwde vrouwen een ruitvormig schild te gebruiken. Voordien werden ruitvormige schilden ook door mannen gevoerd. In de 18e eeuw werden voor ongehuwde vrouwen ruitvormige schilden gebruikt, voor gehuwde vrouwen en weduwen ovale schilden. Dat is in Nederland nog steeds het gebruik. In de praktijk blijven vrouwen, ook nadat ze getrouwd zijn, vaak het ruitschild gebruiken. In Friesland zijn álle schilden voor vrouwen ruitvormig.

## Links of rechts

Heraldisch links en rechts, gezien vanuit het perspectief van de drager van het schild

Verder is van belang dat, indien er in een beschrijving gesproken wordt over de linker- of rechterzijde van het schild, of wanneer bijvoorbeeld een dier naar links of rechts kijkt, dit gezien moet worden alsof men zelf achter het schild staat. Voor alle duidelijkheid zegt men ook wel heraldisch links en heraldisch rechts. De wapendieren op de meeste wapens, waaronder de leeuwen van het Nederlandse en Belgische wapen, kijken naar de (heraldische) rechterkant van het schild.
Er is een goede reden dat dieren naar rechts kijken. Een rechtshandige ridder draagt zijn speer in de rechterhand en het schild in de linkerhand. Vaak hangt het schild aan de linkerkant van zijn lichaam. Het dier op het schild kijkt dan in dezelfde richting als de ridder. In de middeleeuwse heraldiek was het gebruikelijk dat een leeuw steeds naar rechts keek, maar bij een bastaard kon het wapen in spiegelbeeld worden verleend.
Desondanks kan men concluderen dat een linkshandige ridder een schild nodig had waarop het dier naar links keek, en dat was inderdaad het geval. Tegenwoordig lijkt dit niet meer van toepassing te zijn, omdat er geen toernooien meer worden gehouden en wapenschilden alleen als ornamenten dienen. De regels voor de wapens van bastaarden zijn nooit stelselmatig toegepast en er zijn opvallende uitzonderingen bekend.
Toch zijn er situaties waarin hiermee rekening moet worden gehouden. Staat een heraldisch dier op de rechterzijde van een voertuig afgebeeld, dan behoort die afbeelding in de regel 'omgewend' te zijn, zodat het dier naar de voorkant van het voertuig kijkt. Worden twee verschillende wapenschilden naast elkaar afgebeeld, bijvoorbeeld de wapens van een echtpaar, dan zorgt men ervoor dat de wapens elkaar aankijken.

## Uitdrukkingen
- Het blazoen (of wapen) oppoetsen: zich beter voordoen dan men is
- Die fout is een smet op zijn blazoen: die fout schaadt zijn reputatie
- Het blazoen schoonhouden: de goede naam vrijwaren
- Met gelijke wapens strijden: iets ondernemen onder dezelfde voorwaarden
- Gewapend met kennis: met kennis van zaken over iets spreken
- Iets in je schild voeren: geheimzinnig doen
- Met open vizier strijden: niet geheimzinnig doen